# Bridget Dowling
Bridget Elizabeth Dowling, auch Brigid Dowling, verheiratete Bridget Hitler (* 3. Juli 1891 in Dublin, Irland; † 18. November 1969) war die Schwägerin von Adolf Hitler aufgrund ihrer Heirat mit Alois Hitler junior. Aus der Ehe mit Alois Hitler ging der Sohn William Patrick Hitler hervor. Sie wurde in Dublin, Irland, geboren, wo sie auch aufwuchs.

## Vor dem Zweiten Weltkrieg
1909 besuchte sie mit ihrem Vater William Dowling die Dublin Horse Show, wo sie Alois Hitler junior traf, der vorgab, ein wohlhabender Hotelier zu sein, der Europa bereise, wogegen er tatsächlich Kellner im Dubliner Shelbourne Hotel war. Bei weiteren Treffen machte Alois Hitler Bridget Dowling den Hof, so dass sie bald über das Heiraten sprachen. Am 3. Juni 1910 brannte das Paar nach London durch und lebte eine Zeitlang in der Charing Cross Road. Ihr Vater drohte damit, dass er Alois Hitler wegen Kidnapping anzeigen würde, willigte dann aber schließlich in die Heirat ein, nachdem ihn seine Tochter darum angefleht hatte.
Das Paar ließ sich in der 102 Upper Stanhope Street in Toxteth, Liverpool nieder und bekam dort 1911 sein einziges Kind – William Patrick Hitler. Das Haus wurde beim letzten deutschen Fliegerangriff auf Liverpool, dem sogenannten Liverpool Blitz, am 10. Januar 1942 zerstört.
Alois Hitler junior ging 1914 nach Deutschland, um sich dort selbständig zu machen. Diese Pläne wurden jedoch durch den Ausbruch des Ersten Weltkriegs durchkreuzt. Bridget Hitler lehnte es ab, mit ihm nach Deutschland zu ziehen, da er gewalttätige Züge entwickelt hatte und anfing, ihren Sohn zu schlagen. Alois Hitler verließ seine Familie und heiratete erneut und beging damit Bigamie. Nach dem Krieg ließ er Bridget eine Nachricht zukommen, in der stand, dass er tot sei. Er wurde 1924 wegen Bigamie angeklagt, konnte aber dank Bridgets Eingreifen einer Verurteilung entkommen. Bridget zog ihren Sohn allein auf und ließ sich schließlich scheiden, obwohl sie als Katholikin aus religiösen Gründen gegen Scheidung war. In ihrem Heim in Highgate, Nord-London, nahm sie Untermieter auf.

## Emigration und Behauptungen

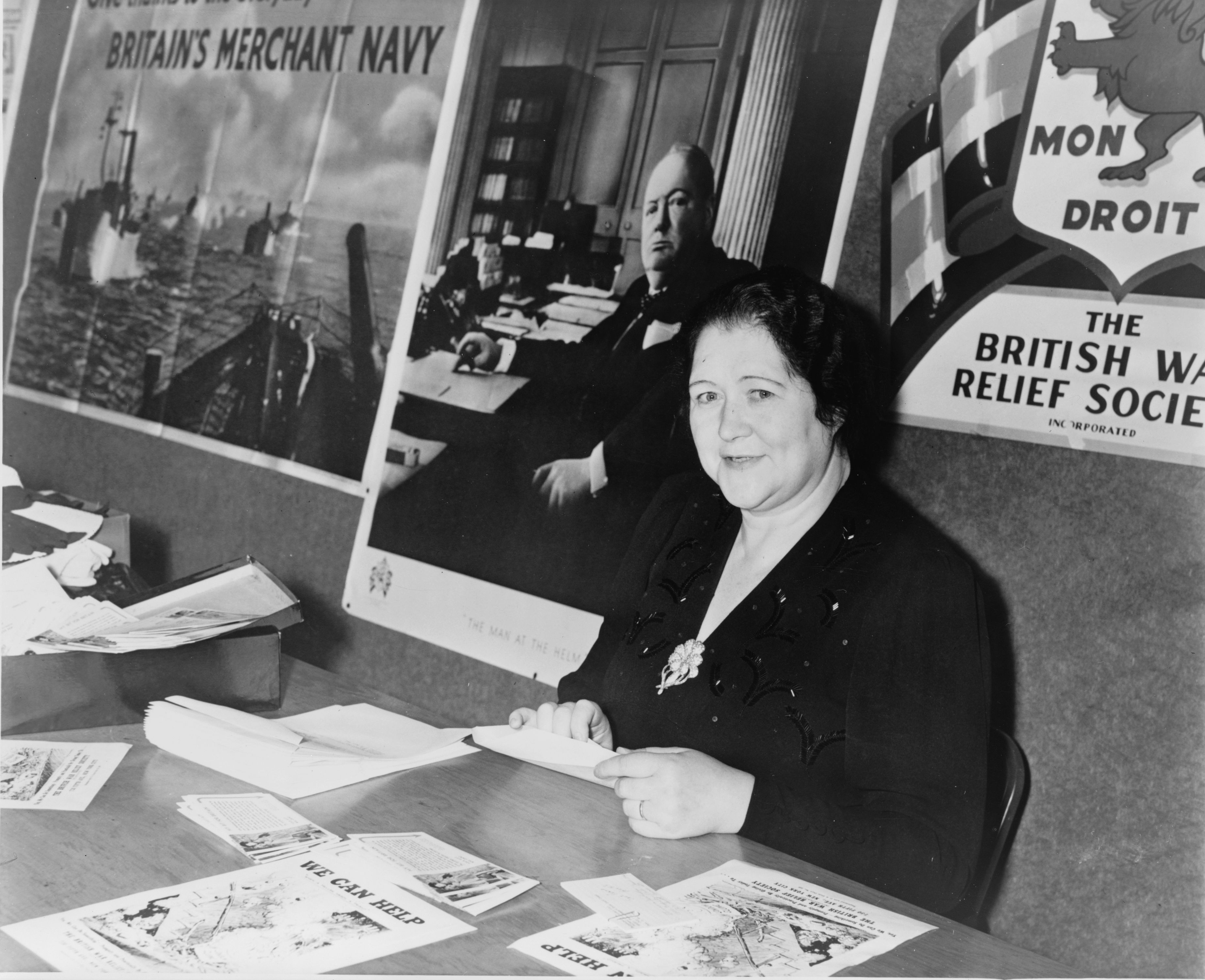
Bridget Dowling Hitler bietet Informationsmaterial über die British War Relief Society an (1941)

1939 begleitete sie ihren Sohn auf einer Reise durch die Vereinigten Staaten, zu der er eingeladen worden war, um Vorträge über seinen berühmten Onkel Adolf Hitler zu halten. Beide beschlossen, in den USA zu bleiben und Bridget Dowling begann, ein Manuskript mit dem Titel „My Brother-in-Law Adolf“ („Mein Schwager Adolf“) zu verfassen, in dem sie behauptete, ihr berühmter Schwager sei von November 1912 bis April 1913 nach Liverpool gezogen, um mit Bridget und Alois Hitler zu leben mit dem Ziel, der Wehrpflicht in Österreich zu entgehen. Außerdem hätte sie Adolf Hitler in die Astrologie eingeführt und ihm im Weiteren geraten, die Ränder seines Schnurrbarts wegzurasieren und einen „toothbrush moustache“ zu tragen. Es gelang ihr nicht, ihr Manuskript an einen Verlag zu verkaufen, und die meisten Historiker stempelten ihre Arbeit als Lügenmärchen ab, mit dem sie lediglich zu Geld kommen wolle.
Es existieren keine Belege, dass Hitler jemals seine Verwandten in Liverpool besucht hätte. Zudem widerlegte Professor Robert Waite Behauptungen, dass Adolf Hitler jemals bei ihr wohnhaft gewesen sei – sowie andere Stellen ihres Manuskripts – im Anhang seines Werks: The Psychopathic God: Adolf Hitler.
Laut David Gardiner habe Bridget Dowlings gegenüber ihrer Schwiegertochter sogar einmal zugegeben, dass das Buch frei erfunden sei. Dennoch blieb die Geschichte von Adolf Hitlers Besuch in Liverpool weit verbreitet und wurde zum Gegenstand von Beryl Bainbridges Roman Young Adolf (1978) und Steve Yeowells Comic The New Adventures of Hitler (1989).

## Nachkriegszeit
Nach dem Krieg ließ sich Bridget Dowling mit ihrem Sohn auf Long Island nieder und nahm den Namen Stuart-Houston an. Sie starb dort am 18. November 1969 und wurde auf dem Holy Sepulchre Cemetery in Coram, Long Island, begraben. Dort wurde auch ihr Sohn bestattet, der am 14. Juli 1987 verstarb.